# 查檢表
查檢表（check sheet）在用來在產生資料的地方實時蒐集資料的表單。查檢表中的資料可以是定量資料或是定性資料。若查檢表上面的是定量資料，有時也稱為是理貨表（tally sheet）。
查檢表是石川馨所列出品管七大手法中的一種。

## 格式
查檢表的用途是用來記載資料。典式的查檢表會分為不同的區域，在不同區域上所做的記號有不同的重要性。透過觀察記號以及其所在的位置，即可知道記錄的資料內容。
查檢表多半會有表頭，說明一些重要的資訊：
- 填寫查檢表的人
- 所蒐集的資料（每一個記號的意義、所記錄的批號）
- 蒐集查檢表資料的地點（工廠、會議室、設備）
- 蒐集查檢表資料的日期及時間
- 蒐集資料的原因

## 功能
石川馨列出了五個在品質管理中會用到查檢表的地方:30
- 檢查一過程其機率分佈的形狀
- 針對缺陷的種類進行量化
- 針對缺陷的位置進行量化
- 針對缺陷的原因進行量化（人員或機械皆可）
- 追蹤多步驟程序中，各步驟的完整性（也就是檢查表（英语：checklist））

## 舉例

### 評估機率分佈的形狀

從查檢表中看出頻率分佈的形狀

在評估過程的概率分布時，可以將過程中的資訊記錄下來，一段時間後再繪製頻率分佈圖。不過也可以用查檢表來建構所觀測某一過程的頻率分佈:31
這種查檢表的繪製方式如下：
- 有記錄用的方格
  - 其中一個維度是直方图的数据範圍
  - 另一個維度就是對應某數據範圍內，所觀察到的次數。
- 直方图的總数据範圍需對於規格中的上限及下限（規格化）

在建構查檢表時就需確認各觀測數值的最大值及最小值。
在要評估機率分佈時，評估者填寫查檢表的表頭，並依照觀測到的結果填寫查檢表。每一次有輸出時，量測輸出的數據，找到直方图中對應的数据範圍，在該範圍中增加標記。
在觀測完成後，評估者要確認:32：
- 標記的分佈是否有呈正态分布？分佈有偏斜嗎？其眾數只有一個嗎（英语：Bimodal distribution）？有離群值嗎？
- 標記是否完全在規格限制內，標記分佈範圍距離上下限之間是否還有一些裕度？或者是否有許多的標記是在規格制以外？

若發現有非常態的證據，或是過程出現了許多接近（或超過）上下限的數值，需要改善過程，去除特殊原因的變異。

### 針對缺陷的種類
若已確認某一過程要進行改善，就需要知道在此過程中出現哪些缺陷，以及各缺陷的頻率。這些資訊可做為分析缺陷來源並消除時的依據，可以找到最常出現的缺陷來源，並設法消除:32–34。
這類的查檢表會包括以下的內容：
- 其中一欄，列出每一種的缺陷
- 其中一欄或多欄列出有缺陷的機器、材料、方法及操作者（配合層別法進行分析）

在建構查檢表時，需先確認要紀錄的缺陷種類，以及要紀錄的其他資料。另外，針對同一過程輸出，有不同種類的缺陷時，要如何記錄也需要先行確認。
在要記錄過程的缺陷分佈時，記錄者依照之前確認的方式確認過程的輸出是否有缺陷，並且進行分類及記錄。若沒有發現缺陷，就不用進行記錄。
在記錄完成後，評估可以從記錄的資料中繪製帕累托图，帕累托图可以列出所觀察到所有的缺陷，並且找到哪些缺陷最常出現，需要先處理。

### 缺陷位置
若過程的輸出是實際的物品，缺陷出現在不同的部位（例如疊層製品中的氣泡，或是鑄造中的縮孔），可以用缺陷分布圖來協助分析:34。大部份的查檢表都是在上面統計許多過程輸出的結果，不過有時會在一張缺陷分布圖上只繪製一個過程的輸出。
這類的查檢表包括實體的比例圖，若缺陷出現在正面以外的面，也需繪出其他面。也有些會將圖分成幾個相同的部份。
在開始記錄缺陷位置時，依照缺陷位置，在對應的位置標示。若沒有缺陷，可將對應的查檢保持空白不標示。
在記錄完成後，再檢查每一張查檢圖上的缺陷位置及標示數量，彙整到同一張圖上。之後再針對常出現問題的位置，找到缺陷或變異的原因。

### 缺陷原因
若已確認某一過程要進行改善，需要設法找到知道缺陷的來源:36。
這類的查檢表會包括以下的內容：
- 其中一欄或是多欄，列出可能的原因分類（例如機器、材料、方法、環境、人員）
- 其中一欄或是多欄，列出觀測的週期（每小時、每天）
- 有一個或多個符號，說明所記錄的缺陷，各符號對應的缺陷需事先約定。

在開始紀錄時，針對每一種可能的原因，評估者觀測過程，看是否有出現那一類的問題。每一次過程有產出時，觀測產出成品是否有缺陷，並確認缺陷屬於哪一類，在對應的位置上加上標示。
在紀錄結束後，確認哪一種可能原因出現的缺陷最多，並且再細分進一步的分類。
石川图和缺陷原因的查檢表類似，也可以找到缺陷的原因。

### 檢查表

檢查表的例子

上述的查檢表都是為了記錄觀察到的現象，並且進行分類。檢查表的目的和上述的查檢表不同，檢查表是用在多步驟程序的防呆上，用來檢查程序的各步驟是否都有完成，是否有異常的情形。
檢查表會包括以下這些內容
- 條列出要進行的任務（可能有編號）
- 方格或是空白處，若某一項任務已完成，即可做記號標示

填寫檢查表時，一般會依各任務實際完成的先後來進行標示:37